# Eurycorypha spinulosa
Eurycorypha spinulosa är en insektsart som beskrevs av Karsch 1889. Eurycorypha spinulosa ingår i släktet Eurycorypha och familjen vårtbitare. Inga underarter finns listade i Catalogue of Life.